# Nebulosa Gabbiano
La Nebulosa Gabbiano (conosciuta anche come Gum 2 talvolta erroneamente nota con la sigla IC 2177) è una nebulosa diffusa visibile al confine fra le costellazioni del Cane Maggiore e dell'Unicorno.
La nebulosa si individua circa 9 gradi a nord-est della stella Sirio e si estende per due gradi in senso NNE-SSW, in un'area molto ricca di stelle calde e blu, di recente generazione, facenti parte dell'associazione stellare Canis Major OB1 a cui era stata assegnata inizialmente la sigla Canis Major R1 a causa della presenza di numerose nebulose a riflessione. Si può individuare anche con un buon binocolo, in cui appare, specie con la visione distolta, come un leggero alone allungato; la sua forma ben evidente in grandi telescopi suggerisce la forma di un gabbiano in volo, da cui il suo nome proprio.
Da un punto di vista astronomico l'oggetto è una vasta regione H II in cui è attiva la formazione stellare, come si evince dalla presenza di numerose sorgenti infrarosse e ai raggi X associate a stelle giovani o in formazione; nei suoi dintorni si può osservare un gran numero di altre piccole nebulose, alcune delle quali a riflessione, riconoscibili spesso per il loro colore tendente al bluastro. Nell'area sono anche presenti alcuni ammassi aperti, come NGC 2353.
Ad est di questo complesso nebuloso se ne osserva un altro, meno esteso, noto come LBN 1036; entrambi sono parte dello stesso complesso nebuloso molecolare, la cui forma è dovuta all'esplosione di una supernova avvenuta circa 500.000 anni fa. L'estensione del complesso è di circa 100 parsec.

## Osservazione

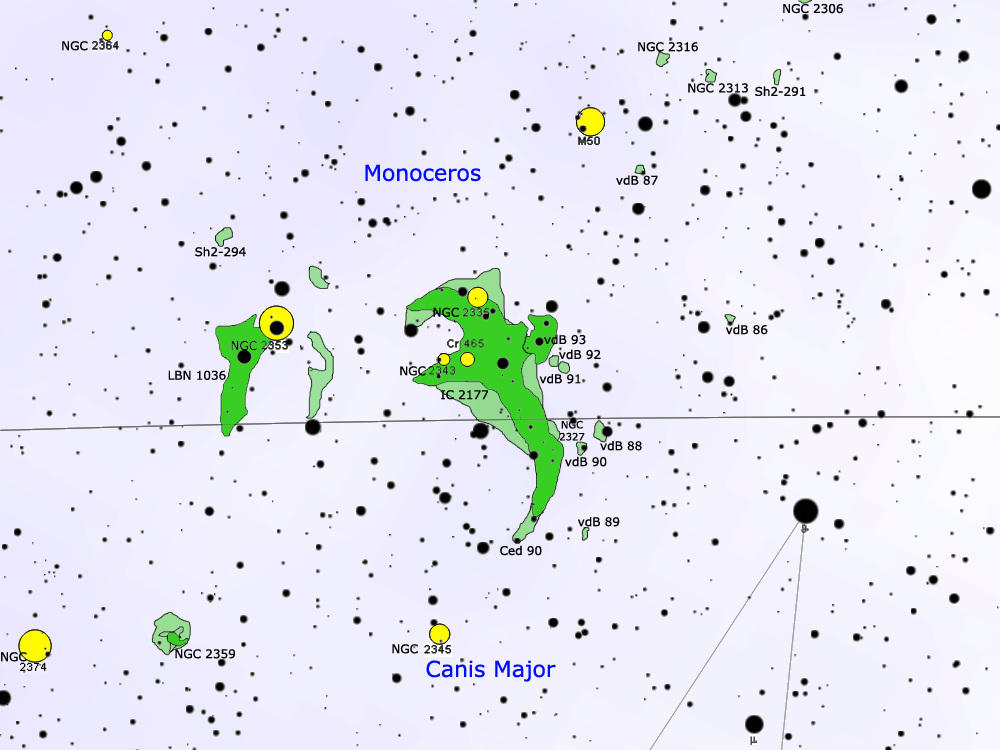
Mappa della regione della Nebulosa Gabbiano, con evidenziate tutte le strutture; la stella luminosa in basso a destra è.

La Nebulosa Gabbiano si individua nella parte settentrionale del Cane Maggiore, al confine con l'Unicorno, sul bordo sudoccidentale della scia luminosa della Via Lattea; la sua posizione è facilmente individuabile grazie alla presenza di θ Canis Majoris, una gigante arancione di magnitudine 4,08, visibile a sua volta a NNE della brillante Sirio. Da questa stella ci si sposta di circa 3° in direzione ENE, fino a raggiungere un'area di cielo ricca di piccoli ammassi aperti, ben distinguibili anche con un buon binocolo. La nebulosa appare come una lunga striscia chiara e molto debole, visibile anche con un telescopio amatoriale di media potenza, come un 140mm; alcuni tratti della nube sono leggermente più luminosi, come la sezione nordoccidentale, catalogata come vdB 93 e rappresentante la "testa" del gabbiano. Nelle fotografie astronomiche appare come una struttura estesa per oltre 2° prevalentemente in senso nord-sud, circondata da diverse altre piccole nebulose, in particolare a riflessione, e dal complesso di LBN 1036, più piccolo e visibile verso est, facente parte della stessa regione.
La nebulosa è visibile nel cielo della sera in particolare nei mesi compresi fra dicembre e aprile; dalle regioni dell'emisfero boreale appare non molto alta sull'orizzonte meridionale, in particolare nelle regioni più settentrionali e a ridosso del circolo polare artico, dove appare rasente l'orizzonte. Dall'emisfero australe appare leggermente più alta, a parità di latitudine, mostrandosi allo zenit nella fascia tropicale australe e circumpolare alle latitudini antartiche.
A causa del fenomeno conosciuto come precessione degli equinozi, le coordinate celesti di stelle e costellazioni possono variare sensibilmente, a seconda della loro distanza dal polo nord e sud dell'eclittica; in particolare, questa nebulosa si troverà entro 12.000 anni ad una declinazione fortemente australe e sarà invisibile da gran parte dei cieli dell'emisfero boreale.

## Ambiente galattico

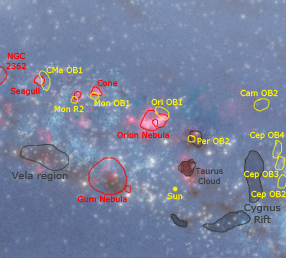
Mappa della regione galattica fra il Sole (in basso a destra rispetto al centro) e il complesso della Nebulosa Gabbiano (in alto a sinistra rispetto al centro).

La Nebulosa Gabbiano e gli ammassi ad essa associati sono situati sul bordo esterno del Braccio di Orione a una distanza di circa 1000 parsec (3260 anni luce) dal sistema solare; ad appena 500-600 parsec di distanza in direzione opposta al centro della Via Lattea si trova il bordo interno del Braccio di Perseo, con la Nebulosa Rosetta e l'associazione Monoceros OB2. Lo spazio compreso fra questi due complessi nebulosi è occupato dalla zona inter-braccio, una regione povera di gas interstellare e dunque anche di fenomeni di formazione stellare, da cui deriva l'assenza di stelle di grande massa e la bassa luminosità di tutti gli spazi inter-braccio in generale, che contengono in prevalenza stelle di piccola massa.
A circa 150-200 parsec di distanza in direzione del sistema solare si trovano altri due grandi complessi nebulosi molecolari, il più vicino dei quali è quello di Monoceros R2, noto per le sue nebulose a riflessione, mentre quello più lontano è il complesso di Monoceros OB1, che comprende l'ammasso albero di Natale e la celebre Nebulosa Cono; in entrambi i complessi sono in atto fenomeni di formazione stellare a più cicli, il più antico dei quali ha dato origine alle stelle massicce osservabili attorno ai due complessi stessi.
A circa 600 parsec in direzione del Sole, ad una latitudine galattica più meridionale, si trova la regione nebulosa di Orione, dominata dai due complessi nebulosi di Orion A e Orion B e dalla Nebulosa di Orione, in cui è compresa anche la Regione di Lambda Orionis e alcune delle regioni periferiche del complesso, come filamenti di gas e piccole regioni in cui è attiva la formazione stellare.
A circa 400-500 parsec in direzione opposta rispetto al Sole, seguendo il bordo esterno del Braccio di Orione, si situa la grande nebulosa Sh2-310, una regione di idrogeno ionizzato molto evoluta in cui i maggiori fenomeni di formazione stellare hanno già avuto luogo, generando il grande ammasso NGC 2362.

## Struttura

La bolla sul cui lato occidentale si staglia la Nebulosa Gabbiano; la nube a sinistra è invece LBN 1036.

La Nebulosa Gabbiano presenta una forma arcuata con la cavità aperta verso est; si tratta di una regione di idrogeno ionizzato molto allungata in senso nord-sud e costituisce la parte più brillante di un complesso nebuloso molecolare non illuminato che comprende le regioni oscure LDN 1657 e LDN 1658, poste rispettivamente ad ovest e ad est della nube luminosa. Associate a questa nube vi è un gran numero di nebulose a riflessione, legate fisicamente al complesso e illuminate dalle stelle calde e blu dell'associazione CMa OB1; queste nebulose a riflessione presentano delle forti emissioni del lontano infrarosso, in particolare nei pressi di alcune delle stelle più massicce dell'associazione, come HD 53367, Z CMa e HD 53623. Alcune delle stelle avvolte nelle nebulose a riflessione presentano dei dischi protoplanetari.
La nebulosa è composta da due addensamenti nebulosi maggiori: il più esteso corrisponde alla lunga scia chiara che si estende per circa 2° ed è catalogato come Sh2-296, mentre il secondo, più piccolo ma più brillante, coincide con Sh2-292, ossia la "testa" della Nebulosa Gabbiano; le due regioni nebulose presentano anche delle emissioni distinte nel CO. La massa totale della nube molecolare è di circa 30.000 M⊙, mentre l'estensione fisica è di circa 100 parsec, equivalenti a 326 anni luce circa. La struttura principale, Sh2-296, possiede una forma arcuata, corrispondente ad una bolla in cui è racchiusa l'associazione CMa OB1; le fonti principali della ionizzazione dei gas sarebbero quattro delle stelle più brillanti dell'associazione, fra le quali la stella blu HD 54662. Sh2-292 invece appare come una nube di circa 16.000 M⊙, posta ad ovest della precedente; il gas che contiene è in parte ionizzato e in parte illuminato per riflessione a causa della radiazione proveniente in particolare da HD 53367, una gigante blu con forti emissioni estremamente giovane e massiccia, che fa coppia con una stella più piccola circondata da un disco protoplanetario, la quale compie attorno ad essa un'orbita molto eccentrica.
Perpendicolarmente al piano galattico, in corrispondenza della Nebulosa Gabbiano, si trova un lunghissimo e debole filamento di Hα, che si estende per circa 80° di lunghezza (equivalenti a diverse centinaia di anni luce) e 20° di spessore, non rilevabile ad altre lunghezze d'onda diverse dall'Hα. La forma e la velocità radiale della struttura farebbero pensare che si sia originata dall'associazione CMa OB1; tuttavia, per giustificare il permanere della ionizzazione di questi gas espulsi sotto forma di getto, la sua stessa espulsione sarebbe dovuta avvenire ad una velocità ben superiore a quella osservata, che avrebbe a sua volta significato un'età più recente del getto. La discrepanza può essere spiegata se a mantenere la ionizzazione dei gas fosse un'altra stella posta nei paraggi; tuttavia non è nota nessuna stella ionizzatrice per questa struttura. L'origine di questa struttura resta pertanto non pienamente identificata.
Tramite lo studio del modulo di distanza di 44 stelle appartenenti all'associazione, si è potuto fare una stima della distanza del complesso nebuloso; da questo studio emerse un valore di 1050±170 parsec. Attraverso lo studio fotometrico di un campione doppio di stelle, si è ridotto il valore di incertezza sulla precedente stima, indicando una distanza di 1050±150 parsec; altri studi invece tendono a ridurne leggermente la distanza, indicando come valore 990±50 parsec. In generale, una stima media accettabile sulla distanza della nebulosa e delle stelle ad essa associata equivale a un valore di 1000 parsec.

## Fenomeni di formazione stellare

La regione meridionale della nebulosa, in cui si concentra la gran parte delle sorgenti di raggi X identificate dal ROSAT.

Si crede che la gran parte dei fenomeni di formazione stellare nella regione della Nebulosa Gabbiano sia stata indotta dall'esplosione di una supernova; quest'ipotesi è suffragata da diversi indizi: innanzitutto dalla forma a semicerchio ben evidente osservando la Nebulosa Gabbiano e la sua vicina LBN 1036, che formano due lati di una cavità aperta sul lato meridionale del diametro di circa 3°; l'assenza di stelle luminose poste all'interno di questa struttura a bolla e, infine, le evidenze dell'espansione della bolla stessa, composta da idrogeno neutro e ben osservabile nelle mappe tracciate a questa lunghezza d'onda. A questi si aggiunge anche la presenza di una stella fuggitiva, denominata HD 54662, facente parte dell'associazione CMa OB1, che si trovava probabilmente vicino alla stella esplosa, o forse ne era una compagna fisica; l'evento avrebbe avuto luogo circa 500.000 anni fa, rendendo compatibile lo scenario secondo cui buona parte delle stelle della regione, originatesi circa 300.000 anni fa, si siano formate in seguito a quest'evento. Secondo altri studi, in realtà solo una piccola parte delle stelle osservate si sarebbe formata a seguito dell'esplosione, costituendo solo un secondo ciclo di formazione stellare, mentre il primo, più intenso, risalirebbe ad un periodo precedente; per altro, l'iniziale stima dell'età della bolla causata dalla supernova è stata spostata a 1,5 milioni di anni, in seguito all'analisi dei dati ottenuti tramite il satellite Hipparcos, che hanno rivelato l'esistenza di una seconda stella fuggitiva, catalogata come HD 57682.
Gli studi all'infrarosso e nella banda del 13CO hanno permesso di individuare in direzione di questo complesso 115 sorgenti coincidenti con altrettanti oggetti stellari giovani, identificati anche dall'IRAS; di questi, 100 appartengono fisicamente alla regione della Nebulosa Gabbiano, mentre i restanti 15 si trovano in regioni più remote, ad oltre 1600 parsec di distanza e quindi non sono legati fisicamente al complesso.
Ai raggi X sono state individuate diverse sorgenti, la gran parte delle quali mostra delle caratteristiche tipiche delle stelle di pre-sequenza principale di piccola e media massa, come le stella T Tauri e le stelle Ae/Be di Herbig. A queste si aggiungono alcune sorgenti estese e non risolte, probabilmente associate a giovani ammassi in formazione o a delle stelle doppie o multiple. Nelle regioni centrali dell'associazione sono state individuate tramite il ROSAT 47 sorgenti, l'80% delle quali hanno una controparte visibile otticamente, mentre nella parte orientale del campo d'indagine del ROSAT è stata individuata una sorgente estesa e diffusa dalla natura controversa: potrebbe trattarsi di una regione H II rimasta fossilizzata, oppure un antico resto di supernova. Tramite i dati del Chandra si sono identificate nell'area della Nebulosa Gabbiano (Sh2-296) 135 sorgenti, la maggior parte delle quali giacciono nella parte più meridionale della nube, dov'è presente il maggior numero di nebulose a riflessione associate alle stelle più massicce; il diagramma colore-magnitudine tracciato sulle sorgenti identificate indica che circa la metà delle giovani stelle individuate mostrano un eccesso di radiazione infrarossa, causato dall'oscuramento ad opera delle polveri che le circondano.

## Componenti stellari

L'ammasso NGC 2353, situato sul bordo settentrionale di LBN 1036, legato all'associazione CMa OB1 ma con un'età più avanzata.

### L'associazione Canis Major OB1
Le stelle di grande massa presenti nella regione della Nebulosa Gabbiano sono raggruppate in un'associazione OB catalogata come Canis Major OB1. Le componenti sono sparse su alcuni gradi quadrati attorno alla nebulosa e alla bolla ad essa associata e comprendono 113 stelle delle prime classi spettrali, di cui quattro sono di classe O, un'ottantina di classe B e le rimanenti di classe A o incerte. Una parte delle stelle dell'associazione, in particolare quelle poste sul settore sudoccidentale della Nebulosa Gabbiano, sono immerse in nebulose a riflessione, le quali assumono una colorazione bluastra a causa della radiazione delle stelle che circondano; queste stelle fanno parte di un sottogruppo identificato negli anni sessanta con la sigla Canis Major R1, dove R sta a indicare proprio l'associazione con delle nebulose a riflessione.
Gran parte dei membri dell'associazione è composta da stelle di pre-sequenza principale e mostrano delle forti linee di emissione; nove stelle del sottogruppo CMa R1 presentano grandi quantità di polveri nei loro pressi, di cui quattro sarebbero stelle Be, che mostrano delle variabilità nella loro luminosità dovute a diverse cause, come la presenza di un vero e proprio disco circumstellare, come nel caso di LkHα 218 e LkHα 220, o una forte attività magnetica, come per HD 53367. HD 52721 è invece una variabile a eclisse, mentre le restanti cinque non possiedono un disco circumstellare, probabilmente spazzato via dalla forte radiazione ultravioletta delle stelle stesse oppure dall'esplosione di una supernova avvenuta circa un milione di anni fa.
Fra le componenti più massicce dell'associazione spicca la variabile Z Canis Majoris, un sistema formato da due stelle estremamente giovani e luminose in orbita fra loro, immerso in una nube di polveri fredde e non illuminate posta sul bordo più esterno della Nebulosa Gabbiano. La componente primaria è una gigante brillante blu con emissioni e con una massa pari a 16 M⊙, mentre la secondaria appartiene alla classe delle FU Orionis ed ha una massa di 3 M⊙. Il sistema ha un'età di circa 300.000 anni ed è soggetto ad improvvisi aumenti di luminosità, come è caratteristico delle stelle FU Orionis. Un'altra stella con caratteristiche peculiari è W Canis Majoris, una stella al carbonio insolitamente luminosa e paragonabile alle brillanti stelle al carbonio note all'interno della Grande Nube di Magellano.

### Ammassi aperti connessi

L'ammasso Cr 121; la brillante stella arancione al centro non fa parte dell'ammasso.

Inizialmente si è ipotizzato che il nucleo dell'associazione coincidesse con l'ammasso aperto NGC 2353, data la distanza compatibile, mentre in realtà questo avrebbe un'età superiore rispetto alle stelle dell'associazione stessa: infatti CMa OB1 avrebbe un'età media di circa 3 milioni di anni, mentre le stelle dell'ammasso si sarebbero formate circa 76 milioni di anni fa; in questo scenario, è possibile che NGC 2353, assieme ai vicini ammassi NGC 2343 e NGC 2335, sia stato l'esito di un importante ciclo di formazione stellare avvenuto molto in precedenza nella regione. A NGC 2353 appartiene una delle stelle ionizzatrici della regione, HD 55879; si tratta di una gigante blu di classe B0III, la cui età però è stimata in 11,2 milioni di anni, minore della stima fatta per l'ammasso. NGC 2327 sembra essere invece l'unico ammasso della regione, assieme a BRC 27, con un'età paragonabile a quella dell'associazione; le stime indicano un'età di circa 1,5 milioni di anni, mentre la distanza sembra essere leggermente superiore, attorno ai 1200 parsec.
Un'importante questione riguarda la relazione fra l'associazione CMa OB1 e l'ammasso Cr 121, posto una decina di gradi più a sud e situato alla stessa distanza del complesso della Nebulosa Gabbiano, nello stesso ambiente galattico a un centinaio di parsec di distanza da esso. Secondo i dati del satellite Hipparcos, 103 delle stelle osservabili in direzione dell'ammasso presentano una parallasse che le colloca ad appena 592±28 parsec, dunque a metà della distanza fra il Sole e la regione di CMa OB1. Tuttavia, a causa della grande distanza dell'associazione, è possibile che sia stata identificata la parallasse solo delle stelle visibili in direzione dell'ammasso, ma non associate ad esso, in quanto poste in primo piano; queste stelle farebbero parte di un'altra associazione di stelle giovani, connessa al ben noto ammasso aperto M41 e indicata come CMa OB2. Cr 121 in realtà sarebbe un oggetto più lontano e più compatto, e le stelle di pre-sequenza principale facenti realmente parte di quest'ammasso si troverebbero a circa 1050 parsec, alla stessa distanza di CMa OB1.

### Testi generali
- (EN) Stephen James O'Meara, Deep Sky Companions: Hidden Treasures, Cambridge University Press, 2007, ISBN 0-521-83704-9.
- (EN) Robert Burnham, Jr, Burnham's Celestial Handbook: Volume Two, New York, Dover Publications, Inc., 1978.
- (EN) Thomas T. Arny, Explorations:  An Introduction to Astronomy, 3 updatedª ed., Boston, McGraw-Hill, 2007, ISBN 0-07-321369-1.
- AA.VV, L'Universo - Grande enciclopedia dell'astronomia, Novara, De Agostini, 2002.
- J. Gribbin, Enciclopedia di astronomia e cosmologia, Milano, Garzanti, 2005, ISBN 88-11-50517-8.
- W. Owen et al., Atlante illustrato dell'Universo, Milano, Il Viaggiatore, 2006, ISBN 88-365-3679-4.

### Testi specifici

#### Sull'evoluzione stellare
- (EN) C. J. Lada, N. D. Kylafits, The Origin of Stars and Planetary Systems, Kluwer Academic Publishers, 1999, ISBN 0-7923-5909-7.
- A. De Blasi, Le stelle: nascita, evoluzione e morte, Bologna, CLUEB, 2002, ISBN 88-491-1832-5.
- C. Abbondi, Universo in evoluzione dalla nascita alla morte delle stelle, Sandit, 2007, ISBN 88-89150-32-7.

#### Sulla Nebulosa Gabbiano
- Gregorio-Hetem, J., The Canis Major Star Forming Region, in Handbook of Star Forming Regions, Volume II: The Southern Sky ASP Monograph Publications, vol. 5, dicembre 2008,  p. 1, ISBN 978-1-58381-670-7.

### Carte celesti
- Toshimi Taki, Taki's 8.5 Magnitude Star Atlas, su geocities.jp, 2005. URL consultato il 7 novembre 2010 (archiviato dall'url originale il 5 novembre 2018). - Atlante celeste liberamente scaricabile in formato PDF.
- Tirion, Rappaport, Lovi, Uranometria 2000.0 - Volume II - The Southern Hemisphere to +6°, Richmond, Virginia, USA, Willmann-Bell, inc., 1987, ISBN 0-943396-15-8.
- Tirion, Sinnott, Sky Atlas 2000.0, 2ª ed., Cambridge, USA, Cambridge University Press, 1998, ISBN 0-933346-90-5.
- Tirion, The Cambridge Star Atlas 2000.0, 3ª ed., Cambridge, USA, Cambridge University Press, 2001, ISBN 0-521-80084-6.